# 押尾学事件
押尾学事件（おしおまなぶじけん）は、2009年（平成21年）に発覚した、俳優の押尾学が起こした事件である。

## 事件概要
2009年（平成21年）8月2日、押尾が合成麻薬MDMAを服用したとして同年8月3日に麻薬及び向精神薬取締法違反で逮捕される事件が発生した。その際、六本木ヒルズのマンションの部屋で押尾と一緒にMDMAを使用したホステスの女性が全裸で死亡していたことや、事件現場の部屋の名義が押尾の知人であるピーチ・ジョン代表取締役社長の野口美佳であったことなどにより、スキャンダラスな観点からも報道がなされた。
その後、押尾に対して、MDMAを服用した罪と、MDMAを服用して意識不明となったホステスに対して適切な処置をしなかった保護責任者遺棄致死罪で裁判となった。

## 裁判

### MDMA服用
2009年10月23日から東京地方裁判所で、麻薬及び向精神薬取締法違反（自己使用）について裁判が行われた。11月2日に懲役1年6ヵ月・執行猶予5年の判決が言い渡されてMDMA服用の件については確定した。

### MDMA譲渡・保護責任者遺棄により逮捕
2009年12月7日、警視庁捜査一課に逮捕された。押尾と同日にMDMAを譲り渡した麻薬取締法違反容疑で知人が、被害者の携帯電話を捨てた証拠隠滅容疑でマネージャーが共に逮捕された。知人は懲役1年が確定した。

### 第一審
2010年9月3日、麻薬譲渡と保護責任者遺棄致死罪の裁判が開廷された。
被告人である押尾はMDMA譲受・所持を認めた上で保護責任者遺棄致死罪・MDMA譲渡の2つの罪について無罪を主張。裁判の過程で、現場に居合わせた押尾の知人やマネージャーが証人として、押尾がマネージャーに罪をなすりつける計画を練っていたことが証言された。
第3回公判では、元国会議員が匿名を条件に証人として東京地裁に出廷した。押尾の知人だった元議員は、鍵を握る香織さんの死亡時刻に関わる重要証言を口にした。元議員は、押尾に対して119番するよう再三うながしても聞き入れなかったことを明かした。
同年9月17日、東京地裁はMDMA譲受・所持・譲渡を認定し、一番の争点であった保護責任者遺棄致死罪については「被害者を救命できる可能性があったのに被害者の容態が急変した時に119番通報をしなかったので保護責任者遺棄罪が成立するが、直ちに119番通報したとしても被害者の救命が確実であったことが合理的な疑いをいれない程度に立証されているとはいえない」として致死罪を認定せず保護責任者遺棄罪を適用し、押尾に懲役6年の求刑に対し懲役2年6月の判決を言い渡した。
押尾は判決を不服として、東京高等裁判所に即日控訴した。

### 第二審
2011年4月18日、東京高等裁判所は一審の懲役2年6月の実刑判決を支持し、押尾側の控訴を棄却した。

### 最高裁判所
2012年2月15日、最高裁判所第一小法廷（宮川光治裁判長）は押尾に対し上告棄却の決定を下した。押尾は上告棄却決定に対して異議申し立てをしたが、28日、最高裁第一小法廷（白木勇裁判長）は上告棄却決定に対する異議申し立てを棄却する決定をした。
これにより本件での一審・二審の懲役2年6月の実刑判決が確定すると共に、過去のMDMA服用事件での執行猶予判決も取り消されるため、2件の刑期を合わせた期間を服役することとなる。
3月29日、押尾は東京高等検察庁に出頭し、東京拘置所に収容された。服役期間は本件とMDMA服用事件を合わせて最長で3年6か月となり、押尾学事件は全て法的措置が完了したこととなる。収容から数年後の2014年12月に静岡刑務所から仮釈放された。
ともに薬物を摂取して死亡した女性については、少なくとも自身の意思で摂取したことが裁判でも認定されている。

## 余波
この事件発表直前に、押尾はエイベックスからマネジメント契約を解除されている。契約解除の理由に関してエイベックス側は「契約違反があった」とのみコメントし、押尾が具体的にどのような契約違反行為を行ったのかに関しては明言を避けていた。
また、出演した映画『誘拐ラプソディー』の公開は、押尾の出演場面をすべて監督自身が俳優を兼ねて撮り直したうえで2009年12月から翌2010年4月へと延期された。
収録済みの映画『だから俺達は、朝を待っていた』については、押尾の出演シーンが大部分を占め、再撮影が困難という理由から、公開は無期延期（事実上の公開中止）となっている。
また、同事件により当時の妻、矢田亜希子と離婚した。

## のり塩事件
押尾学が薬物の使用等で逮捕された2009年8月3日同日に、酒井法子の当時の夫も薬物の所持で現行犯逮捕され、同月8日に酒井法子も逮捕された。そのため、相次いで発生した2つの芸能人の薬物絡みの事件は連日報道され、世間を賑わせた。この2つの事件のことを酒井法子と押尾学の名前ないし愛称から「のり塩事件」と俗に呼び、2009年度の流行語大賞にもノミネートされた。
また、酒井法子が覚醒剤、押尾学がMDMAだったことから、「のり」が覚醒剤を、「塩」がMDMAを指す隠語の意味合いを持った。

## 流言蜚語
押尾に部屋を貸していた野口美佳は、2012年にこの事件について「散々な目に遭った」と述懐、「関東連合という組織と無関係なのにネットで検索すると（私が）関係者とか出てくる」などと発言している。
実際、この事件はインターネットの掲示板などで「関東連合関連の事件」として頻繁に「炎上」状態となっていた。それは押尾がかねてより関東連合を自称していたことが原因であったが、関東連合OBの柴田大輔によれば、実際にはこの事件は関東連合とは一切関係がなく、関東連合の関係者で押尾と面識がある者自体、柴田を含めて皆無であったという。

## 類似事件
本事件の起きる20年前に暴力団幹部の男が、性行為目的で当時13歳の少女をホテルに連れ込み覚せい剤を注射、直後に異変が現れ死亡。男は逃亡し、裁判で保護責任者遺棄致死罪が認められたという判例が存在する。「不作為犯との因果関係」の事例で刑法の判例としてよく用いられる。（最決-平成元年12月15日 刑法判例百選 I・4事件)。